# 英茵
英茵（1916年4月30日—1942年1月21日），原名英潔卿，乳名鳳貞，滿族與黎族混血，北京人。中華民國大陸時期的一名歌舞、話劇與电影演员。1942年1月20日凌晨，英茵因其男友平祖仁為第三戰區抗戰工作被敵僞拘捕處死犧牲，而在上海國際飯店殉情，於次日凌晨三時搶救無效死亡，年僅26岁。她是繼藝人艾霞及阮玲玉以自盡方式終結生命后的又一個引發社會轟動的悲剧。

## 生平
英茵出生成長在北京，生父為滿洲貴族後裔，母親為海南瓊島黎族人。父親在其年幼時即過世，她與胞姐英鳳鳴等與母親相依爲命，其母於1940年去世。
她於15歲時来到上海，曾先后在黎锦晖创办的明月歌舞团及联华影业公司的歌舞训练班学习并开始了登台演出。1934年，她出演銀幕處女作《健美運動》（但杜宇導演，上海有聲影片公司出品）。1936年，她进入了明星影片公司，先后在影片《生死同心》、《清明时节》、《压岁钱》、《十字街头》、《社会之花》中演出，并主演了影片《梦里乾坤》。1937年6月，她主演了上海業餘劇人協會轉爲職業劇團上海業餘實驗劇團后的第二出大戲《武則天》(宋之的編劇，沈西苓導演，英茵與郁風AB角分別飾演武則天），受到廣汎好評。
抗日战争爆发后，英茵先隨救亡演劇隊第三隊去蘇州、無錫等地演出。后短暫返滬。加入上海青鳥劇團，替代離滬的胡萍主演曹禺名劇《日出》之陳白露。。後赴成都，曾在蓉出演陳鯉庭導演話劇《茶花女》等劇; 后至重慶，在鄭用之領導的中國電影製片廠作演員，主演何非光導演抗戰主題電影《保家鄉》，及《中國萬歲》（唐納著）、《民族光榮》、《阿Q正傳》、《一年間》(夏衍著）、《殘霧》(老舍著）等話劇。1939年底，英茵以健康原因為由秘密回滬。

## 返滬后的英茵
回到上海后的英茵，休整一段時期后，出演朱石麟導演《賽金花》，費穆導演《世界兒女》（1941），朱石麟導演《返魂香》及《靈與肉》等影片。舞臺方面，她加入趙志游負責的天風劇團。1941年下半年，她參加“天風”之姐妹劇團上海劇藝社，主演曹禺編劇《蛻變》及《北京人》等劇作，獲得好評。

## 平祖仁與英茵
英茵經趙志游介紹認識時任第三戰區軍事特派員兼淞滬游擊指揮官的平祖仁，兩人一見鍾情，儘管後者是有家室之人。平祖仁（1909-1942），祖籍山陰，為晚清學者平步青家族後裔。其家人因長期在江西任職而扎根於此，平祖仁即出生於江西鄱陽縣。平祖仁父親早逝，他由叔叔平寳善（字繼蓀，同盟會成員，曾任孫中山先生秘書）悉心培養。平祖仁中學就讀江西九江同文學院，結識同窗好友羅長海（羅長海1928年光華大學英文文學士畢業，後官費留學英國攻讀政法。師從凱恩斯。曾鼓勵同鄉同學蔣彝留學英國。）。平夫人羅亞西即為羅長海大妹，彼時在儒勵女中就讀。平氏兄妹來自九江羅氏，族中先輩羅大佺（字惺予，晚年自号钝庵，1857-1923）等亦為同盟會成員，支持辛亥革命。平羅二人皆就讀教會學校，志趣相投，加上家世背景相近，兩人迅速戀愛。中學畢業後，平祖仁考入暨南大學法律系，羅亞西考入南京金陵女子大學。大學畢業後，平留任暨大任職，兩人成婚。
英茵與平祖仁戀愛后，與平夫人羅亞西坦誠互對。羅氏接受英茵與先生的純真感情，接納她成爲家人，其子女亦稱英茵為“好姨”。英茵的克萊門公寓也成爲平祖仁地下活動掩護場所之一。
1941年4月16日，平祖仁夫婦與同人志士在上海家中午餐聚會時被日本宪兵队逮捕，后轉至七十六號，受盡折磨。夫人及孩子后被釋放。雖经多方努力营救，不得结果，平祖仁在1942年1月8日被敵僞枪杀。英茵强忍着内心的悲痛，领回了男友的尸体，将其安葬在了虹橋公墓。

## 英茵之死
心灰意冷的英茵決定需要一個“總休息”。1942年1月20日，她化名“甘潔”入住上海的国际饭店10楼的708房，以生吞“阿芙蓉”（鴉片）方式自盡。自殺前曾留有遗书给合众电影公司的老板陆洁，並以隱晦方式告知好友唐納幫其料理後事。飯店侍者發現后通知捕房，並將其送入寶隆醫院，還根據其留下的聯係方式，通知到屠光啟等藝人好友趕赴醫院探望幫助。可惜英茵終因中毒過深，於次日凌晨三時宣告不治。
1942年1月24日，英茵大殮儀式在膠州路萬國殯儀館隆重莊嚴舉行，費穆、陸潔、唐納、李言等人為治喪委員會成員。因其為基督徒，遂請俞恩慈牧師主持追悼儀式，之後由費穆等生前摯友發表紀念英茵生平演講。 同年2月2日，其靈柩下葬虹橋公墓,並由友人李言小姐立碑紀念。

## 电影作品
- 《反魂香》（1941）[33]
- 《靈與肉》(1941)
- 《世界儿女》(1941)
- 《賽金花》(1940)
- 《保家乡》(1939)
- 《茶花女》(1938)
- 《社会之花》(1937)
- 《夜长梦多》(1937)
- 《十字街头》(1937) 〔飾 女友〕
- 《梦里乾坤》(1937)  〔飾 阿宝〕
- 《壓歲錢》(1937) 〔飾 小娘姨 〕
- 《海棠红》(1936) 〔飾 女工〕
- 《生死同心》(1936)
- 《年年明月夜》(1936)
- 《清明时节》(1936)
- 《新旧上海》(1936) 〔飾 阔小姐〕
- 《桃花梦》(1935)
- 《小姨》(1935)
- 《健美运动》(1934)

## 形象改编
英茵的族侄孙英达认为，电影《风声》很大程度上是对他的姑奶奶英茵的致敬。